# Cristóbal Senmanat y Robuster
Cristóbal Senmanat y Robuster ou Cristóbal Robuster y Senmanat (1524–1597) foi um prelado católico romano que serviu como bispo de Orihuela (1587–1593).

## Biografia
Cristóbal Robuster y Senmanat nasceu em Reus, Catalunha, Espanha em 1524. No dia 17 de agosto de 1587, foi nomeado durante o papado de Sisto V como Bispo de Orihuela. A 25 de novembro de 1587, foi consagrado bispo por Giovanni Battista Castagna, cardeal-sacerdote de San Marcello, com Scipione Gonzaga, patriarca titular de Jerusalém, e Vincenzo Casali, bispo emérito de Massa Marittima, servindo como co-consagradores. Serviu como Bispo de Orihuela até à sua renúncia a 9 de novembro de 1593.

## Sucessão episcopal
Enquanto bispo, foi o principal co-consagrador de:
- Alfonso Laso Sedeño (1588);
- Juan González de Mendoza (1593);
- Marco Magnacervo (1593);
- Vincenzo Giustiniani (1593);
- Annibale D'Afflitto (1593);
- Cesare Del Pezzo (1593);
- Juan Orozco Covarrubias y Leiva (1594);
- Juan López (1595);
- Metello Bichi (1596); e
- Alessandro Marzi de' Medici (1596).